# وسط بين مجري دافئ-حار

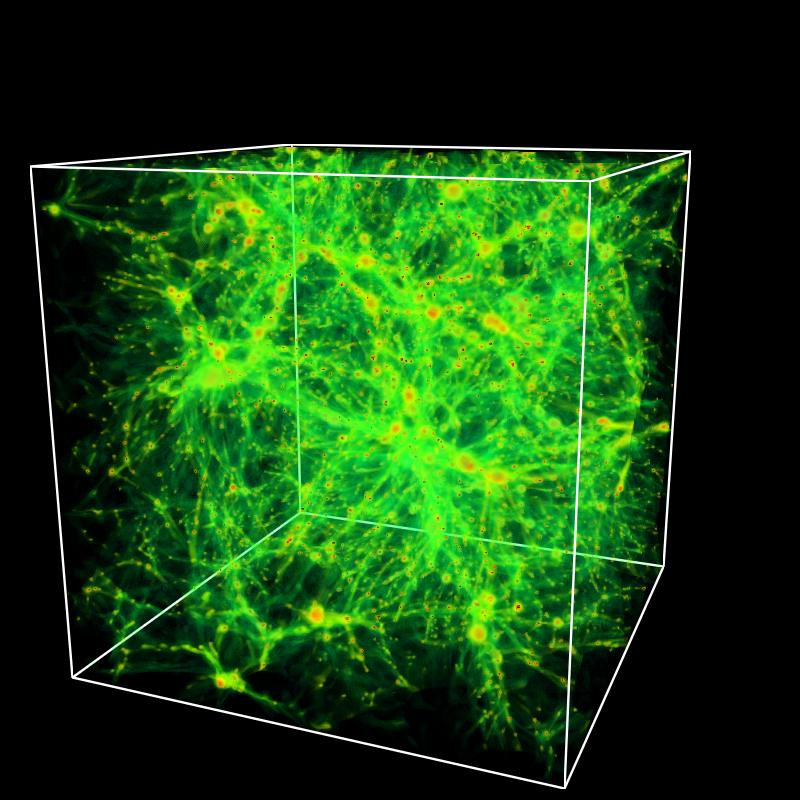
توزيع كتلة وسط حسب ما تظهره المحاكاة الحاسوبية.

وسط بين مجري دافئ-حار (بالإنجليزية: Warm–hot intergalactic medium)‏ إختصاراً (WHIM)، يشير هذا المصطلح إلى البلازما الدافئة والساخنة بحرارة بين ({\displaystyle 10^{5}-10^{7}K}) التي يؤمن بوجودها علماء الكونيات متناثرة في الفضاء ما بين المجرات، وتشكل حوالي 40-50% من الكتلة العادية (الباريونية) في الكون خلال حقبته الحالية [الإنجليزية]. ويمكن وصفها بأنها غاز ساخن منتشر وممتد بين المجرات يتكون من البلازما أو الذرات والجزيئات بعكس المادة المظلمة.
يعتبر وسط WHIM حل محتمل لمشكلة الباريونات المفقودة [الإنجليزية]، حيث أن المقدار المرصود من المادة الباريونية لا يتوافق مع التوقعات النظرية التي خرج بها علم الكونيّات.
كل ما هو معروف عن وسط WHIM مصدره المحاكاة الحاسوبية للكون بشكل أساسي. من المتوقع أن يشكل وسط WHIM بنية خيطية من الباريونات الخفيفة عالية التآين بكثافة (1-10 جزيء لكل متر مكعب)، تقوم أنوية المجرات النشطة بإطلاق موجات من الغاز [الإنجليزية] كناتج من العمليات التي تحصل داخلها، بالإضافة إلى عمليات التراكم والتكدس للغاز التي تحصل بفعل العمليات الفيزيائية الناتجة عن قوة الجاذبية، وخلال هذا تتحول جزء من طاقة الجاذبية إلى طاقة حرارية بفعل التسخين بموجات الصدمة في مقطع تفاعل يهمل تأثير التصادمات بين الجزيئات.
تبين التوقعات بأن إرتفاع درجة حرارة الوسط ستجعله مرصوداً بسهولة عن طريق إمتصاص أو إنبعاث الأشعة فوق البنفسجية أو الأشعة السينية واطئة الطاقة، ولأجل تحديد موقع وسط WHIM، قام الباحثون بفحص نتائج الرصد بالأشعة السينية للنمو المتسارع لثقب أسود فائق الكتلة يعرف بنواة مجرة نشطة AGN. شوهد بأن ذرات الأوكسجين ما بين المجرات تقوم بإمتصاص الأشعة السينية المارة خلالها.
في مايو 2010، تم رصد تجمع هائل من WHIM من قبل مرصد تشاندرا للأشعة السينية وهو يقبع على طول تشكيل من المجرات أشبه بحائط [الإنجليزية] يبعد 400 مليون سنة ضوئية من كوكب الأرض. وفي عام 2018، أظهرت نتائج رصد ذرات الأوكسجين عالية التآين خارج المجرات تأكيداً للنماذج الحاسوبية لتوزيع كتلة وسط WHIM.